# Kmall24
Kmall24는 대한민국 대표 미디어 플랫폼으로 한국에 관심있는 전 세계 외국인들을 대상으로 다양한 콘텐츠를 통해 한국의 문화와 상품을 소개하고 있다. Kmall24 에서는 한국 문화(K-Trend), 브랜드 및 제품(K-Goods), 관광지(K-Travel), 한국어(K-Learning) 4개의 카테고리를 통해 콘텐츠를 운영하고 있으며 이와 연관된 상품 및 판매처를 제공하여 한국 제품의 온라인 판매 및 수출을 지원하고 있다.

## 역사
Kmall24는 한국무역협회에서 2014년 6월 최초 오픈했다. 갈수록 증가하는 한류 열풍과 한국 제품에 대한 수요를 채우고 해외 판매를 원하는 국내 중소기업들을 지원하기 위해 온라인 쇼핑몰을 시작했으며 2024년 4월 1일부로 미디어 플랫폼으로 개편되었다.

## 서비스
한국 문화(K-Trend), 브랜드 및 제품(K-Goods), 관광지(K-Travel), 한국어(K-Learning) 총 4개의 카테고리를 운영하며 이와 관련된 콘텐츠들을 게시하고 있다. 콘텐츠 하단에는 콘텐츠와 연관된 한국 제품들을 소개하고 아마존(Amazon), 이베이(Ebay), 큐텐, 라자다와 같은 해외 마켓 플레이스부터 트레이드 코리아(Trade Korea), 영문 한국쇼핑몰 등 다양한 링크를 제공하여 소비자들이 상품을 구매할 수 있도록 했다.

## 같이 보기
- 한류
- 화장품
- 한국드라마
- K-Pop
- 한글